# أنظمة هندسة الروبوتات
أنظمة هندسة الروبوتات ( Robotics Engineering Systems ) هي شركة تكنولوجيا دفاعية مصرية متخصصة في تطوير وإنتاج الطائرات بدون طيار والذخائر الموجهة بدقة .   تلعب الشركة دورًا رئيسيًا في تعزيز القدرات العسكرية المصرية من خلال التصميم والتصنيع المحلي للطائرات بدون طيار للاستطلاع والقتال والقنابل الذكية وقذائف المدفعية الموجهة. 

## منتجات الشركة

### المركبات الجوية غير المأهولة
- 30 يونيو - طائرة استطلاع بدون طيار في الخدمة مع القوات الجوية المصرية لمدة 4-5 سنوات، بـ 2500 ساعة طيران. يتميز ببرج FLIR EO/IR/LRF قابل للتبديل أو رادار الفتحة الاصطناعية للمراقبة. [4]
- أحمس - تم تطوير هذه الطائرة بدون طيار في عام 2019، وهي مصممة لمهام الاستطلاع والاستخبارات، وتتميز بقدرة 1200 ميل في الساعة. وزن الإقلاع كجم، باع الجناح 18 مترًا، 145 محرك بنزين بقوة 250 حصان، و السرعة القصوى كم/ساعة. [1]
- 6 أكتوبر - طائرة بدون طيار متوسطة الارتفاع وطويلة المدى (MALE) لا تزال قيد التطوير، تتميز بـ 16 نقطة تعليق للأسلحة، ومدى موسع يبلغ 240 ميلاً كم، ومن المتوقع أن تكون الرحلة الأولى في عام 2025. [1]
- طابا/طابا 2 – طائرات بدون طيار يتم إنتاجها بكميات كبيرة لمهام الاستطلاع والمراقبة. [5]

### الذخائر الذكية

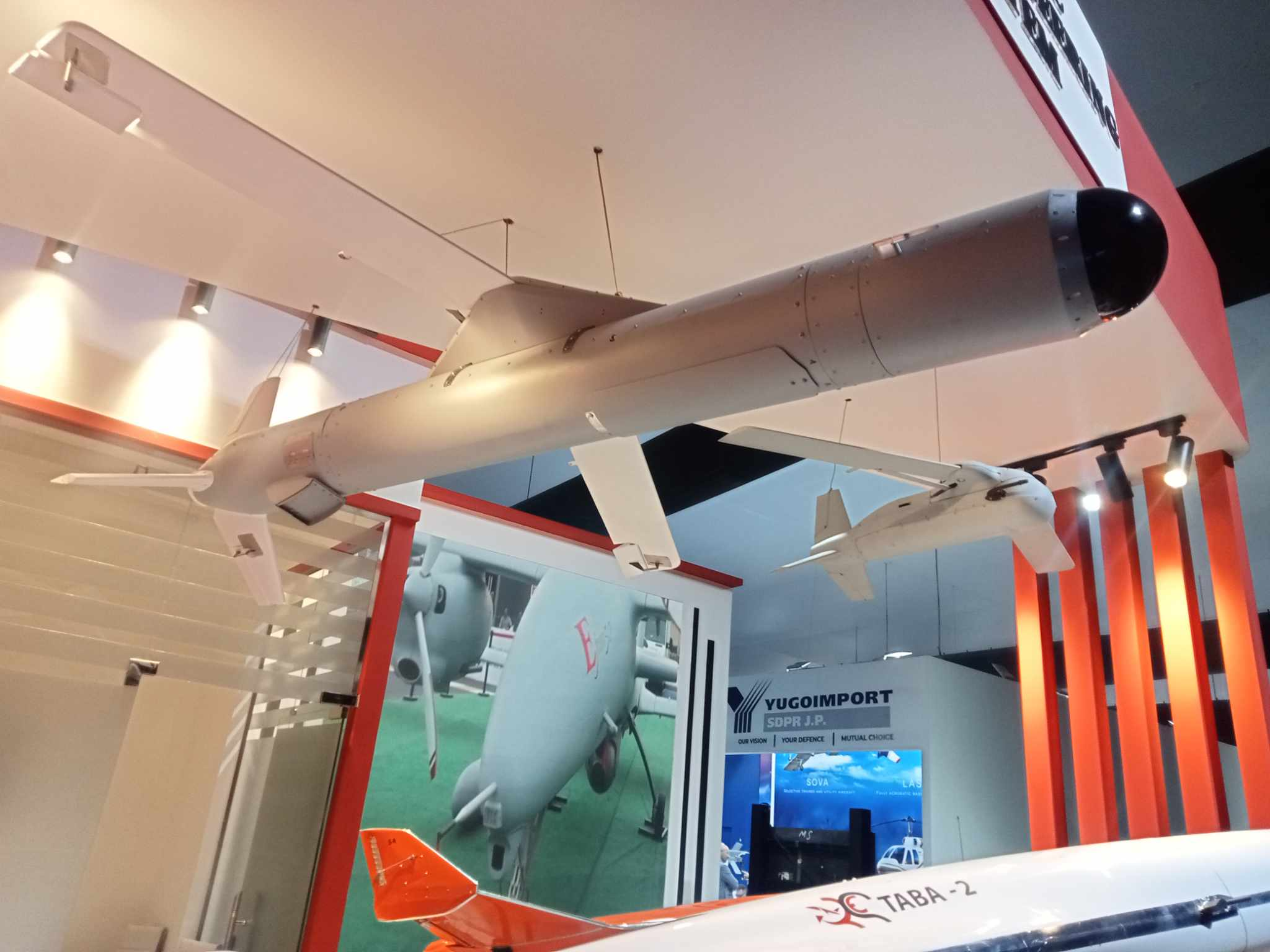
LR 155 GPK، معروضة خلال معرض مصر الدولي للطيران 2024 المقام في مدينة العلمين الجديدة

- GWD-6 - قنبلة انزلاقية قادرة على حمل 1000 رأس حربي يزن 50 كجم، موجه بنظام تحديد المواقع العالمي (GPS)، ونظام الملاحة بالقصور الذاتي، وأجهزة استشعار كهروضوئية، بمدى 50 كم مدى التشغيل. [5]
- قذائف مدفعية عيار 122 ملم و155 ملم - ذخائر ذكية صغيرة الحجم مزودة بمجموعة توجيه دقيقة ، مما يزيد مداها إلى 30 كم مع استخدام نظام الملاحة بالقصور الذاتي ونظام تحديد المواقع العالمي والتوجيه الكهروضوئي لتحسين الدقة. [3]
- 155 LR GPK – صاروخ موجه جو-أرض يحمل رأسًا حربيًا مقاس 155 ملم، ويتميز بأنظمة التحكم الديناميكي الهوائي ونظام تحديد المواقع العالمي (GPS) ونظام الملاحة عبر الأقمار الصناعية (INS ) والتوجيه الكهروضوئي . يتم دمجه مع مجموعة توجيه الذخيرة الذكية بعيدة المدى، مما يتيح مدى ضربة يصل إلى 80 كم. [3]
- 122 GPK – صاروخ جو-أرض موجه يحمل رأسًا حربيًا مقاس 122 مم، يتميز بأسطح تحكم ديناميكية هوائية، ونظام تحديد المواقع العالمي (GPS) ، ونظام الملاحة عبر الأقمار الصناعية (INS)، والتوجيه الكهروضوئي . يتم دمجه مع مجموعة توجيه الذخيرة الذكية بعيدة المدى، مما يتيح مدى ضربة يصل إلى 80 كم. [3]

## أنظر أيضاً
- الصناعة العسكرية في مصر
- أمستون